# Bogusław Wontor
Bogusław Tadeusz Wontor (Słubice; 29 de Setembro de 1967 — ) é um político da Polónia. Ele foi eleito para a Sejm em 25 de Setembro de 2005 com 7793 votos em 8 no distrito de Zielona Góra, candidato pelas listas do partido Sojusz Lewicy Demokratycznej.
Ele também foi membro da Sejm 2001-2005, Sejm 2005-2007, Sejm 2007-2011, Sejm 2011-2015, Sejm 2019-2023.